# Zakopiański Festiwal Literacki
Zakopiański Festiwal Literacki – polski festiwal literacki organizowany rokrocznie od 2016 r. w Zakopanem. W ramach Festiwalu odbywają się spotkania autorskie, promocje książek, wernisaże wystaw malarstwa, koncerty, warsztaty literacko-plastyczne, warsztaty animacji filmowej dla dzieci i głośne czytanie. Celem imprezy jest nawiązanie i przywrócenie pamięci o literackiej i kulturalnej tradycji Zakopanego. Gośćmi są wybitni literaci w ramach cyklu „Na tatrzańskim szlaku literatury”. Kapituła festiwalu przyznaje „Nagrodę Literacką Zakopanego” żyjącym autorom najlepszych książek propagujących Zakopane i Tatry.

## Nagroda Literacka Zakopanego

### Nagroda Literacka Zakopanego[3]

#### Laureaci
2025: Bianka Rolando, Nasze Zakopane
2024: Mateusz Waligóra, Dariusz Jaroń, Tatrzańskie Opowieści
2023: Natalia Budzyńska, Witkiewicz, ojciec Witkacego
2022: Dorota Folga-Januszewska i Magdalena Ciszewska-Rząsa, Marcin Rząsa. Rzeźby
2021: Dariusz Kortko i Jerzy Porębski, Berbeka. Życie w cieniu Broad Peak
2020: Anna Kamińska, HALINA. Dziś już nie ma takich kobiet. Opowieść o himalaistce Halinie Krüger-Syrokomskiej
2019: Maciej Pinkwart, Stefan Żeromski. Prezydent Rzeczpospolitej Zakopiańskiej
2018: dwa równorzędne wyróżnienia:
- Maciej Pinkwart, Pleban spod Giewontu
- Mariusz Urbanek, Makuszyński. O jednym takim, któremu ukradziono słońce

2017: Jacek Kolbuszewski, Literatura i Tatry. Szkice i studia

#### Nominacje
2025
- Bianka Rolando, Nasze Zakopane
- Ksenia Szczepanik-Ładygin, Zofia Radwańska-Paryska (1901-2001). Próba biografii
- Natalia Budzyńska, Zakopane artystek
- Beata Sabała-Zielińska, Kryminalne Zakopane. Najgłośniejsze zbrodnie Podhala
- Łukasz Kamiński, 5

2024
- Wojciech Gąsienica-Byrcyn, Polowactwo czyli Myślistwo Tatrzańskie

- Mateusz Waligóra, Dariusz Jaroń, Tatrzańskie Opowieści
- Apoloniusz Rajwa, Mój Everest (wycofana z konkursu z powodów formalnych)[6]

2023
- Natalia Budzyńska, Witkiewicz, ojciec Witkacego
- Maciej Kozłowski i Szymon Ziobrowski, Projekt Tatry. Jak ocalić ludzi, naturę oraz przyszłość
- Anna Pigoń, Góralki, taterniczki, turystki. Kobiety w literaturze o Tatrach do 1939 roku
- Maciej Pinkwart, Mit Zakopanego i mity zakopiańskie

2022
- Beata Sabała-Zielińska, TOPR2. Nie każdy wróci
- Kuba Szpilka, Chodząc w Tatry
- Agata Komosa-Styczeń, Taterniczki
- Dorota Folga-Januszewska i Magdalena Ciszewska-Rząsa, Marcin Rząsa. Rzeźby

2021
- Beata Sabała-Zielińska, Pięć Stawów. Dom bez adresu
- Dariusz Jaroń, Skoczkowie. Przerwany lot
- Dariusz Kortko i Jerzy Porębski, Berbeka. Życie w cieniu Broad Peak

2020
- Agnieszka Lisak, Sielankowanie pod Tatrami
- Mariusz Koperski, Giełda milionerów
- Anna Kamińska, Halina. Dziś już nie ma takich kobiet
- Mieczysław Rokosz, Na graniach i w dolinach

2019
- Renata Kijowska, Kuba Niedźwiedź. Historie z Gawry
- Maciej Pinkwart, Góral z powyłamywanymi zębami
- Maciej Pinkwart, Stefan Żeromski. Prezydent Rzeczpospolitej Zakopiańskiej
- Józef Pitoń, Ujek. Pamięci Józefa Krzeptowskiego
- Beata Sabała-Zielińska, TOPR. Żeby inni mogli przeżyć

2018
- Wojciech Gąsienica Byrcyn, W Kasprowym mateczniku. Opowieść przyrodnicza
- Lechosław Herz, Świsty i Pomruki. Sceny Tatrzańskie
- Mariusz Koperski, Po własnych śladach. Zakopiańska powieść kryminalna
- Maciej Pinkwart, Pleban spod Giewontu
- Mariusz Urbanek, Makuszyński. O jednym takim, któremu ukradziono słońce

### Specjalna Nagroda za walory edytorsko-artystyczne

#### Laureaci
2025: Bianka Rolando, Nasze Zakopane
2024: ks. Zbigniew Pytel, Pejzaże Tatrzańskie. Zima
2023: Agnieszka Gąsienica-Giewont i Stanisława Trebunia-Staszel z reportażem fotograficznym autorstwa Bartka Solika, Podhalanie. Wokół tożsamości
2022: dwa równorzędne wyróżnienia: 
- Dorota Folga-Januszewska i Magdalena Ciszewska-Rząsa, Marcin Rząsa. Rzeźby
- Krzysztof Gocał, Góralska Muzyka

2021: Radosław Kuty, Tatry i Zakopane w ilustracji Walerego Eljasza Radzikowskiego
2020: Zbigniew Ładygin, Mieczysław Karłowicz. Fotografie
2019: Tomasz Skrzydłowski i Beata Słama, O drzewach, które wybrały Tatry

#### Nominacje
2025
- Bianka Rolando, Nasze Zakopane
- Andrzej Marcisz, Żelazne Percie Tatr. Od Siwego Wierchu po Jagnięcy Szczyt

2024
- Jan Krzeptowski-Sabała, Władysław Bętkowski, Dzikie Tatry. Poznaj prawdziwe oblicze tatrzańskiej przyrody
- ks. Zbigniew Pytel, Pejzaże Tatrzańskie. Zima

2023
- Barbara Caillot i Aleksandra Karkowska, Foto z misiem
- Agnieszka Gąsienica-Giewont i Stanisława Trebunia-Staszel z reportażem fotograficznym autorstwa Bartka Solika, Podhalanie. Wokół tożsamości
- Katarzyna Chrudzimska-Uhera, Rytm natury. O życiu i rzeźbiarstwie Grzegorza Pecucha (1923-2008)

2022
- Krzysztof Gocał, Góralska Muzyka
- Julita Dembowska, Hasior
- Dorota Folga-Januszewska i Magdalena Ciszewska-Rząsa, Marcin Rząsa. Rzeźby

2021
- praca zbiorowa, Dłutem. Piórem. Rząsą. Antoniemu Rząsie w stulecie urodzin
- Radosław Kuty, Tatry i Zakopane w ilustracji Walerego Elijasza Radzikowskiego

2020
- Zbigniew Ładygin, Mieczysław Karłowicz. Fotografie
- Joanna Huebner-Wojciechowska, Sztuka skalnego Podhala

### Nagroda czytelników
2025: Łukasz Kamiński, 5
2024: Mateusz Waligóra, Dariusz Jaroń, Tatrzańskie Opowieści
2023: Barbara Caillot i Aleksandra Karkowska, Foto z misiem